# 名古屋市立笠東小学校
名古屋市立笠東小学校（なごやしりつ りゅうとうしょうがっこう）は、愛知県名古屋市南区芝町にある公立小学校。

## 歴史

### 沿革
- 1974年（昭和49年）4月1日 - 名古屋市立笠寺小学校分校として設立[2]。
- 1976年（昭和51年）4月1日 - 名古屋市立笠東小学校として分離独立[2][1]。
- 笠東という名前は、「笠」は笠寺観音の正式名「笠覆寺(りゅうふくじ)」から、「東」は方角的に笠寺観音の真東に小学校が位置し、日が昇る縁起の良い方角であることから名付けられた。また、最終候補にあった「芝小学校」と決選投票が行われ、8対5で「笠東小学校」に決定した。[要出典]
- 1976年(昭和51年) 7月7日 - 校章制定[要出典]
- ふた葉模様は、笠寺観音の紋章である「笠」を模したもの。「笠」の中に、「笠東」の文字があるのは、自分の笠をぬいで雨ざらしになっている観音様を守った玉照姫のように子供たちが心優しくなって欲しいという願いを、「笠」の対称の形と戦は、子供たちがたくましく伸びてほしいという願いを象徴したものである。当時三年生だった生徒のデザインが採用された。[要出典]

- 1976年(昭和51年) 11月 - 開校記念日・校旗制定
- 1977年(昭和52年)  3月 - 校歌制定
- 1978年(昭和53年)  3月 - 校舎3階増築
- 1981年(昭和55年) 11月 - 市学校保健優良校表彰
- 1990年(平成 2年) 12月 - コンピューター室完成
- 1997年(平成 9年)  1月 - 大規模改修工事完了
- 2002年(平成14年)  5月 - プール改装工事完了
- 2004年(平成16年)  4月 - 障害児学級開設
- 2004年(平成16年)  8月 - 音楽室改修工事完了

### 児童数の変遷
『愛知県小中学校誌』（1998年）によると、児童数の変遷は以下の通りである。
| 1976年（昭和51年） | 516人 |  |
| 1977年（昭和52年） | 584人 |  |
| 1987年（昭和62年） | 504人 |  |
| 1997年（平成9年）  | 404人 |  |

2003年（平成15年）428人
2005年（平成17年）437人

## 通学区域
所管する名古屋市教育委員会は、2019年（令和元年）9月1日現在、南区赤坪町・芝町・砂口町・明円町の各全域および、白雲町の一部を通学区域として指定している。
また、卒業後の進学先は名古屋市立本城中学校となっている。

## 児童の活動

### 委員会活動
2019年（平成31年）度の活動として、代表委員会・放送委員会・図書委員会・環境委員会・給食委員会・保健委員会・園芸委員会・体育委員会の8委員会が活動している。

### クラブ活動
2019年（平成31年）度の活動として、スポーツクラブ・室内レクリエーションクラブ・消しゴムはんこクラブ・イラストクラブ・クッキングクラブ・音楽クラブ・マジッククラブ・茶道クラブの8クラブが活動している。

### 部活動
2019年（平成31年）度の活動として、ソフトボール部が4月から7月と3月、野球部が同じく4月から7月と3月、合唱部が通年、バスケットボール部が8月から2月、サッカー部が9月から2月の間、それぞれ活動を行っている。

### WEB
1. ↑  名古屋市教育委員会事務局総務部教育環境計画室計画係 (2019年9月1日). “名古屋市立小・中学校の通学区域一覧（南区）” (PDF).   名古屋市. 2020年2月12日閲覧。
2. ↑  名古屋市教育委員会事務局総務部教育環境計画室計画係 (2017年4月1日). “名古屋市立中学校区一覧（小→中）” (PDF).   名古屋市. 2020年2月12日閲覧。
3. ↑  “委員会活動”.   名古屋市立笠東小学校. 2020年2月12日閲覧。
4. ↑  “クラブ活動”.   名古屋市立笠東小学校. 2020年2月12日閲覧。
5. ↑  “部活動”.   名古屋市立笠東小学校. 2020年2月12日閲覧。

### 書籍
1. 1 2  名古屋市会事務局 1995, p. 44.
2. 1 2  名古屋市南区役所 1979, p. 243.
3. ↑  六三制教育五十周年記念愛知県小中学校誌編集委員会 1998, p. 364.